# ريتشارد إم. بيرمان
ريتشارد إم. بيرمان (بالإنجليزية: Richard M. Berman)‏ هو محامي وقاضي أمريكي، ولد في 1943 في نيويورك في الولايات المتحدة.